# المشرفة (الزربة)
المشرفة  قرية سوريّة تتبع إداريّاً لمحافظة حلب منطقة الباب ناحية تادف، بلغ تعداد سكانها 719 نسمة حسب التعداد السكاني لعام 2004.